# Paracles brunnea
Paracles brunnea là một loài bướm đêm thuộc phân họ Arctiinae, họ Erebidae.